# Liste der Mitglieder der American Academy of Arts and Sciences/1792
Im Jahr 1792 wählte die American Academy of Arts and Sciences 5 Personen zu ihren Mitgliedern.

## Neugewählte Mitglieder
- Marie Jean Antoine Nicolas Caritat Condorcet (1743–1794)
- John Davis (1761–1847)
- William Hamilton (1730–1803)
- Joseph Lathrop (1731–1820)
- John Mellen (1752–1828)